# Productions de Lord Finesse
Cet article présente la liste des productions musicales réalisées par Lord Finesse.

## 1991
- Compilation artistes divers : The Rhyme Syndicate
  - Save That Shit (Lord Finesse) – Coproduit par Aladdin et S.L.J.

- Lord Finesse : Return of the Funky Man
  - Lord Finesse Intro – Coproduit par Showbiz
  - I Like My Girls With a Boom
  - Hey Look at Shorty
  - Save That Shit – Coproduit par Aladdin et S.L.J.
  - Show 'Em How We Do Things – Coproduit par Aladdin et S.L.J.
  - Fat for the 90's
  - Stop Sweating the Next Man – Coproduit par Aladdin et S.L.J.
  - Funky on the Fast Tip – Coproduit par Peter Wane
  - Kicking Flavor With My Man

## 1992
- Bande originale des Pilleurs
  - You Know What I'm About (Lord Finesse)

## 1993
- 3rd Eye & The Group Home : Ease Up – Coproduit par Jesse West

- BIG : Party and Bullshit (Remix)
  - Party and Bullshit (Lord's Dirty)

- Big L : Devil's Son – Coproduit par Buckwild, Craig Boogie et Showbiz

- Fat Joe : Represent
  - Livin' Fat

- Illegal : The Untold Truth
  - On Da M.I.C. (featuring A.G. et Lord Finesse)

- Jeff Redd : Show You

- Trends of Culture : Off & On
  - Off & On (Radio Edit)
  - Off & On (Album Mix)

- Trends of Culture : Trendz
  - Off & On

## 1994
- Ground Floor : Dig On That / One, Two
  - Dig on That (Main)
  - Dig on That (Radio)
  - Dig on That (Instrumental)

- Ill Biskits : God Bless Your Life / A Better Day / 22 Years / Let Em Know
  - 22 Years (Vocal)
  - 22 Years (Instrumental)
  - Let Em Know (Vocal)
  - Let Em Know (Instrumental)

- Kirk : Uptown Style
  - Uptown Style (Laidback Bounce Radio Mix)
  - Uptown Style (Laidback Bounce Extended Mix)
  - Uptown Style (Laidback Bounce Instrumental)

- The Notorious B.I.G. : Ready to Die
  - Suicidal Thoughts

- O.C. : Word...Life
  - Ga Head

- Shorty Long : Shorty'z Doin' His Own Thang
  -  Shorty'z Doin' His Own Thang (Radio)
  - Shorty'z Doin' His Own Thang (Street)
  - Shorty'z Doin' His Own Thang (Instrumental)

- J.R. Swinga / Lord Finesse : Chocolate City / Shorties Kaught in the System
  - Shorties Kaught in the System (LP Version)
  - Shorties Kaught in ihe System (Radio Edit)
  - Shorties Kaught in the System (Instrumental)

## 1995
- Big L : Street Struck

- Big L : Lifestylez ov da Poor & Dangerous
  - MVP
  - All Black
  - Street Struck
  - 'Lifestylez ov da Poor & Dangerous
  - Fed Up wit the Bullshit

- Double X : Money Talks
  - Money Talks (Clean Version) – Coproduit par Double X
  - Money Talks (Bonus Beats) – Coproduit par Double X

- Double X : Ruff Rugged & Raw
  - Money Talks

- Lord Finesse : The Awakening

- Show & A.G. : Goodfellas
  - Add On (featuring D Flow et Lord Finesse)

## 1996
- AK Skills : Check tha Flava
  - Check Tha Flava (Clean)
  - Check Tha Flava (Dirty)
  - Check Tha Flava (Instrumental)

- The Funky Man : Check the Method / Do Your Thing

- Ill Biskits : Chronicle of Two Losers: First Edition
  - Let 'Em Know

## 1997
- Compilation artistes divers : Tru Criminal Records EP
  - Sub Sidewalkers (Clean) (God Sunz)
- Artifacts : That's Them
  - Collaboration of Mics (featuring Lord Finesse et Lord Jamar)
- Big L : Mr. Mvp
  - School Dayz

- Capone-N-Noreaga : The War Report
  - Channel 10

- D.I.T.C. : Internationally Known / The Enemy
  - Internationally Known (Radio)
  - Internationally Known (Street)
  - Internationally Known (Instrumental)

- Leschea : Rhythm & Beats
  - Hip Hop

- O.C. : Jewelz
  - Jewelz

- Walkin' Large : Do That
  - Do That (Lord Finesse Remix)
  - Do That (Remix Instrumental)

- Xperadó : Paradox / All Night

## 1998
- Brand Nubian : Foundation
  - The Beat Change
  - Love Vs. Hate
  - Straight Outta Now Rule
  - U For Me

- D.I.T.C. : All Love
  - All Love

- Looptroop : Punx Not Dead
  - MVG

- Pitch Black : Show & Prove

- Show & A.G. : Full Scale
  - Put It in Your System (featuring Diamond)

- Xperadó : Watch Ya Step

## 1999
- Compilation artistes divers : Jigga My N****
  - When Will You See (LP Version) (Rell featuring Amil)

- A.G. : The Dirty Version
  - Muddslide
  - Underground Life

- Akinyele : Aktapuss
  - Sky's the Limit

- Dr. Dre : 2001
  - The Message

- Lord Finesse : Diggin' on Blue

- Karim Jamal : Pelon Rising / Ghetto Appeal

- Muro : The Vinyl Athletes (Original Demo Mix)
  - The Vinyl Athletes (Original Version) (featuring A.G. et Lord Finesse)

## 2000
- A.G. : Andre the Giant EP
  - Underground Life (Clean) (featuring Fat Joe)
  - Underground Life (Dirty) (featuring Fat Joe)

- Big L : The Big Picture
  - '98 Freestyle
  - The Heist Revisited'

- Capone-N-Noreaga : The Reunion
  - Don't Know Nobody

- Capone-N-Noreaga : B Ez / Don't Know Nobody
  - Don't Know Nobody (Clean) (featuring Musaliny-N-Maze) – Coproduit par Chris Liggio
  - Don't Know Nobody (Dirty) (featuring Musaliny-N-Maze) – Coproduit par Chris Liggio
  - Don't Know Nobody (Instrumental) – Coproduit par Chris Liggio

- D.I.T.C. : D.I.T.C.
  - Hey Luv

- D.I.T.C. : All Love
  - All Love
  - Internationally Known
  - Put It in Your System – Coproduit par Show
  - Style Is Ill

- D.I.T.C. : D.I.T.C. Classics
  - All Love (Dirty)
  - All Love (Clean)
  - Soul Plan
  - Underworld Operations (featuring Marquee)
  - Underworld Operations (Instrumental)

- Grand Agent : Every Five Minutes
  - Know the Legend (Kwaito) (featuring Lord Finesse)
  - Know the Legend (Radio) (featuring Lord Finesse)
  - Know the Legend (Instrumental)

- Lordz of Brooklyn : The Lordz of Brooklyn Meet Bumpy Knuckles
  - Lake of Fire (featuring Everlast, Lord Finesse et O.C.)
  - Lake of Fire (Radio) (featuring Everlast, Lord Finesse et O.C.)
  - Lake of Fire (Instrumental)

## 2001
- Akinyele : Anakonda A.K.A. "Benny Ill"
  - Love My B#*@h

- Big L : Platinum Plus
  - '98 Freestyle Pt.2 (Dirty)

- D.I.T.C. : Weed Scented / Underground Life
  - Underground Life (featuring D Flow et Party Arty)
  - Underground Life (Instrumental)

- Grand Agent : By Design
  - Know the Legend

- O.C. : Bon Appetit
  - Dr. Know

- O.C. : WordPlay / Soul to Keep
  - Soul to Keep (Original)'
  - Soul to Keep (Clean)
  - Soul to Keep (Instrumental)

## 2003
- Lord Finesse : A Little Something for the Homiez
  - Intro
  - You Know What I'm About (Original Version) (featuring Big L)
  - Kickin Flava wit My Man (featuring Percy P)
  - Isn't He Something (Extra P Session Mix)
  - Check Me Out Baby Pah (featuring Page the Hand Grenade)

- Lord Finesse : From the Crates to the Files: The Lost Sessions

- Lordz of Brooklyn : Graffiti Roc
  - Lake of Fire (Remix) (featuring O.C.)

## 2004
- Crhyme Fam : The EP XL
  - Watch

- Lord Finesse : Down for the Underground (Remix)

- Milano : Show 'Em / Morir Sonando / That's Milano
  - Morir Sonando (Street)
  - Morir Sonando (Clean)

- Terror Squad : True Story
  - Bring Em Back (featuring Big L, Big Pun et Fat Joe)

## 2005
- Buddha Monk : Prophecy Reloaded
  - We Roll in Brooklyn

- D.I.T.C. / D-Flow & A-Bless : Stick Up / Ridin & Rollin
  - Stick Up (Main)
  - Stick Up (Clean)
  - Stick Up (Instrumental)

- grooveman Spot : grooveman Spot 2: Cultivate Beats
  - Shorty's Doin' (Shorty Long)
  - Food for Thought (Lord Finesse)

- Lord Finesse : Return of the Funkyman Remixes

- Lord Finesse : You Know What I'm About / Yes You May Remix
  - You Know What I'm About (Main)
  - You Know What I'm About (Instrumental)

- Percee P : Legendary Status
  - Kickin' Flavor With My Man (featuring Lord Finesse)

- Show : D.I.T.C. Presents Street Talk
  - A Whole Lotta (A-Bless)
  - All Seasons (Party Arty)
  - Done in Vain (Milano)
  - Ridin' & Rollin' (D-Flow & A-Bless)

## 2006
- Compilation artistes divers : Masterpiece 03 – DJ Mixed by Lord Finesse
  - Off & On (Trends of Culture)
  - The Second Coming (Sheek Louch et Big L) – Coproduit par D. Kenzie
  - Something in the Way (Thelma Gyton) – Coproduit par D. Kenzie

- A.G. : Get Dirty Radio
  - We Don’t Care

- JR Ewing : Fuck the World Vol. 1
  - Life Is Hard (Royal Flush)

- Lord Finesse & Grand Puba : Real Talk

- Lord Finesse : Instrumentals

## 2007
- Compilation : Christopher Wallace – The Last King of New York (Charming, Magnetic, Murderous)
  - Come on Muh'fuckers (OG Lord Finesse Mix) (featuring Sadat X)
  - Party N Bullshit (Lord Finesse Mix)

- Compilation artistes divers : Keep Six the Mixtape
  - Fed Up Wit the Bullshit (Big L)

- Brand Nubian : Time's Runnin' Out
  - Scientists of Sound – Coproduit par Brand Nubian

- D.I.T.C. : Rare & Unreleased
  - Do Your Thing (Clean Version) (Lord Finesse et Diamond)
  - Drama (Milano)

- Lord Finesse : Rare & Unreleased

## 2008
- Compilation artistes divers : D.I.T.C. Records: The Movement
  - Time Travel (O.C. et A.G.)
  - Bow (O.C.)
  - Air Yall (Joell Ortiz)

- B.I.G. featuring Sadat X : Come On

- Bumpy Knuckles : Crazy Like a Foxxx

- D.I.T.C. : Unreleased Production 1994
  - Just One of Those Days (40oz et Amed)
  - True & Living (Lord Finesse)
  - Check the Method (Lord Finesse)

- Lord Finesse : Rare & Unreleased Vol. 2

- Lord Finesse : Rare Selections EP Vol. 3
  - Stop Sweating The Next Man (Unreleased Remix)
  - Vinyl Athletes (Original Version) (featuring A.G. et Muro)
  - Muro Freestyle
  - From Me 2 U (Funkyman Version) (Brains)
  - Just One of Those Days (Original Version) (40oz 
  - Outro Verse (Awakenings Interlude)

- Lord Finesse : Rare Selections EP Vol. 2
  - Untitled (Grand Puba)
  - Awakenings Interlude (featuring Marquee)
  - Awakenings Interlude Instrumental
  - Soul Street (Funkyman Remix) (Caron Wheeler)

## 2009
- Brand Nubian : The Now Rule Files EP
  - Love Vs. Hate (Alternate Version)

- Freestyle Professors : Gryme Tyme
  - Confuse a Few (featuring Lord Finesse)

- O.C. et A.G. : Oasis
  - Give It Back – Coproduit par Davel « Bo » McKenzie
  - Alpha Males – Coproduit par Davel « Bo » McKenzie
  - Get Away (featuring Mirror Image) – Coproduit par Davel « Bo » McKenzie

## 2010
- Big L : Return of the Devils Son
  - Unexpected Flava

- Vinnie Paz : Season of the Assassin 
  - Righteous Kill – Coproduit par Davel « Bo » McKenzie

- Showbiz Presents: Big L / Silky Black – Double Pack
  - 163rd (Silky Black)
  - 163rd (Instrumental) (Silky Black)

- Smiley the Ghetto Child : I'm Legend
  - Rap Cpr

## 2011
- Lord Finesse : You Know What I'm About (Remix)

- Mac Miller : K.I.D.S. (Kickin' Incredibly Dope Shit)
  - Kool Aid & Frozen Pizza

- Neek the Exotic / Large Professor : Still on the Hustle
  - Main Event

- Will Vill : Not a Game / Ashes
  - Ashes (Main) – Coproduit par Davel « Bo » McKenzie
  - Ashes (Clean) – Coproduit par Davel « Bo » McKenzie
  - Ashes (Instrumental) – Coproduit par Davel « Bo » McKenzie
  - Ashes (Acapella) – Coproduit par Davel « Bo » McKenzie

## 2012
- Joey Bada$$ : 1999
  - Funky Ho'$

- Joey Bada$$ : Rejex
  - Indubitable

- Lord Finesse : Signature Sevens Vol.1

- Lord Finesse : Signature Sevens Vol.2

- Lord Finesse : Signature Sevens Vol.3

- Lord Finesse : Here I Come Remix

- Lord Finesse et Percee P : Kicking Flavor with My Man (Remix)

- Lord Finesse et DJ Mike Smooth : Inconsiderate Females

- Lord Finesse : Secret Slice EP
  - S.K.I.T.S. (Remix)
  - You Know What I'm About (Remix)
  - Suicidal Thoughts (Instrumental)

- Lord Finesse : S.K.I.T.S. (DJ Spinna Remix) – Coproduit par DJ Spinna

- Lord Finesse : Electric Sensation / Down Here Around the Corner

## 2013
- Grim Team Present Prospect: First Blood
  - Make Something Outta Nothing

- Lord Finesse : Check the Method (Remix)

- Lord Finesse : Slave to My Soundwave (DJ Muro Remix)

- Lord Finesse : Hands in the Air, Mouth Shut (Remastered)

- Lord Finesse : Still Funky for the 90's

- Lord Finesse : Praise the Lord (Original Version)

- Lord Finesse : Set It Off Troop (Remastered)

- Lord Finesse : Fuck 'Em (Remix)

- Lord Finesse : Praise The Lord (Remix)

- Lord Finesse : Funky Man: The Prequel

## 2014
- D.I.T.C. : The Remix Project
  - Thick Lord (Lord Finesse Remix)